# Sát thủ: Mật danh 47
Sát thủ: Mật danh 47 (tiếng Anh: Hitman: Agent 47) là một bộ phim hành động giật gân của Mỹ 2015 do Aleksander Bach đạo diễn đầu tay và đồng viết kịch bản với Skip Woods (người biên kịch phần Hitman gốc năm 2007). Phim dựa trên loạt video game Hitman do IO Interactive phát triển và nhân vật chính của loạt sê-ri, một sát thủ bí ẩn có mật danh là Agent 47. Phim quy tụ dàn sao nổi tiếng Rupert Friend, Hannah Ware, Zachary Quinto, Ciarán Hinds, Thomas Kretschmann và Angelababy. Phim được công chiếu ngày 26 tháng 8 năm 2015 tại Hoa Kỳ và khởi chiếu ngày 28 tháng 8 năm 2015 tại Việt Nam.